# São Félix
São Félix ist eine Gemeinde (Freguesia) im portugiesischen Kreis São Pedro do Sul. In ihr leben 365 Einwohner (Stand 19. April 2021).